# Берберська кухня

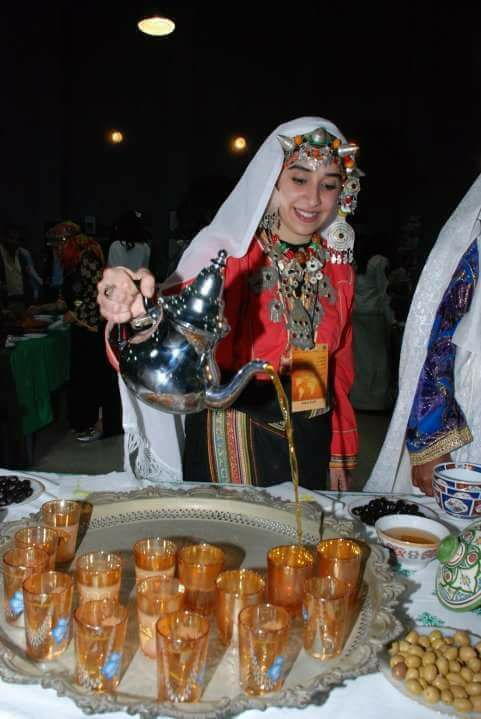
Святкове чаювання

Берберська кухня — кулінарні традиції берберів, в тому числі туарегів, корінного населення Північної Африки. Берберська кухня ніколи не стояла осібно від кухонь навколишніх народів, через що бербери різних країн готують та їдять різні страви в залежності від клімату, достатку та доступних продуктів. Берберських ресторанів не існує. При цьому у всіх магрибських країнах — Алжирі, Лівії, Мавританії, Марокко та Тунісі — відмінності в національних кухнях менші, ніж різниця між міськими і сільськими кулінарними традиціями в межах однієї країни.

## Загальні відомості

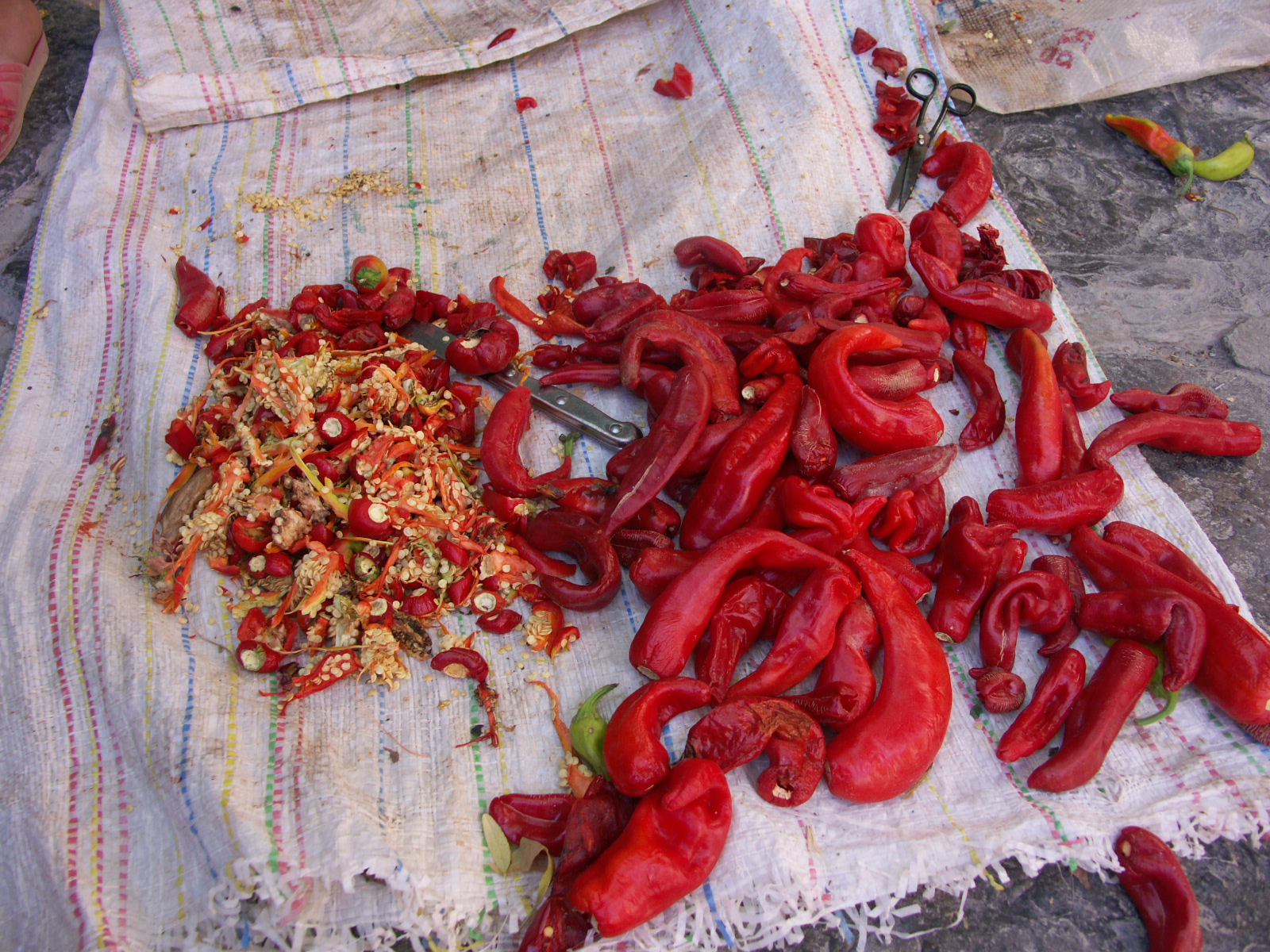
Кабільський перець

На сніданок сільські мешканці їдять бсісу (смажене ячмінне борошно) або асіду, або залишки вчорашньої вечері. В Кабілії снідають прісними хлібами агрум з оливковою олією, а культурно схожі з ними шавія замість агруму їдять коржики кесра і п'ють лебен. Бербери туніського острова Джерба снідають гострою бісарою з яйцем-пашот.
На обід подають кускус, рагу марка або таджин. У Марокко обід є головним прийомом їжі, тоді як в Алжирі та Тунісі на обід і вечерю, вони будуть їсти одне і те ж. Бербери Джерби їдять на обід рибу, мариновану в шермулі, кабіли - агрум із солодким перцем на грилі, хміс. Скотарі-шавія обідають супом з бараниною та коренеплодами.
Основний прийом їжі у більшості берберів — вечеря, яка зазвичай припадає на 7 годину вечора. На Джербі на вечерю їдять кускус з рибою, харисою і червоним перцем. В Кабілії — тікурбабін, великі пшеничні галушки з супом з томатів, кабачків та ріпи. У шавія — баранину на пару з хлібом та салатом.
Всі бербери їдять свіжі та сушені фініки на солодке. Популярний річний десерт — кавун. Магрибські жінки, які переважно і займаються приготуванням їжі, зустрічаються перед вечерею на чай, до якого подають солодощі: багрир, гбраїф, сфіндж. На Джербі на десерт їдять самсу, начинену сухофруктами.

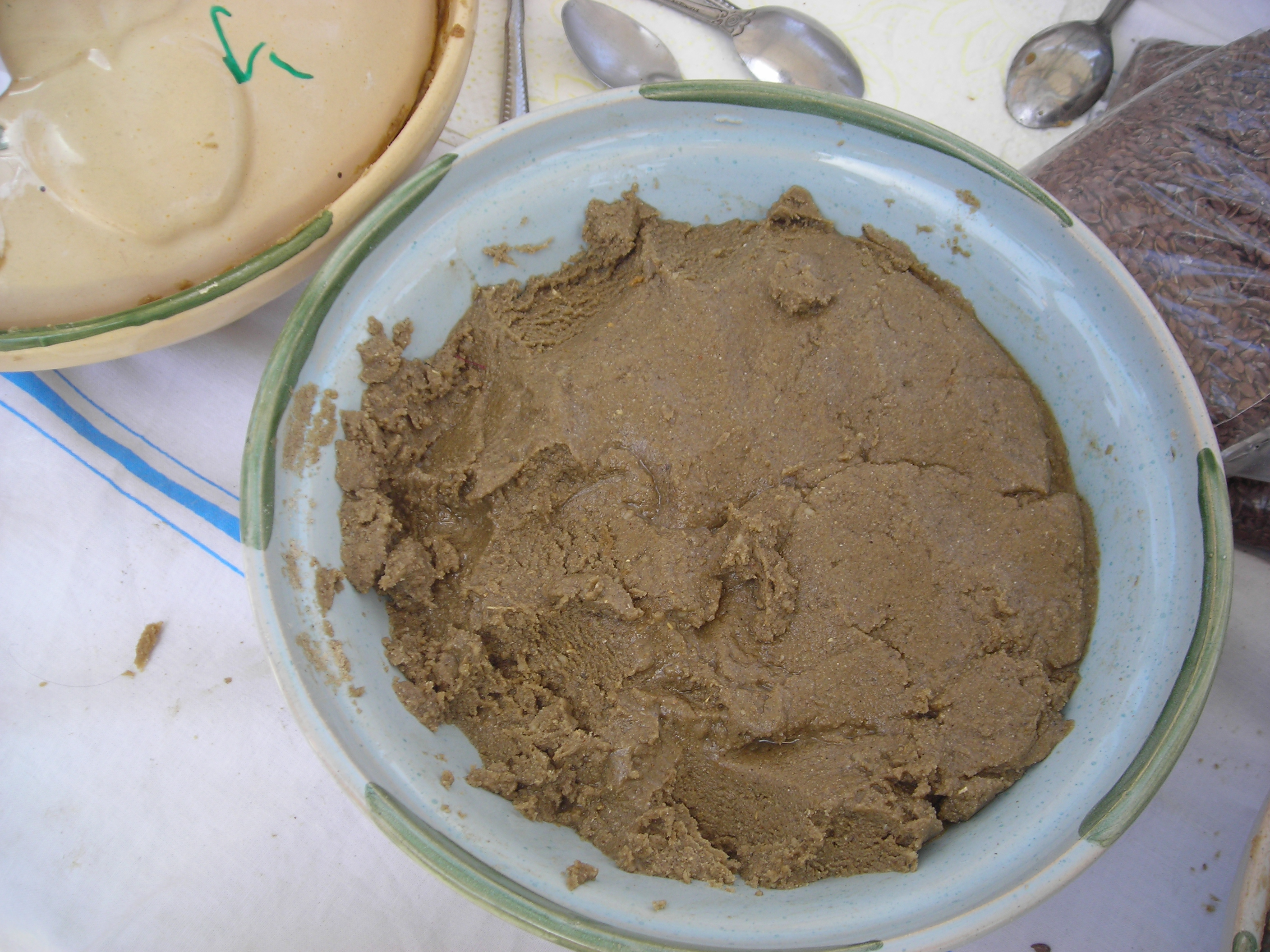
Бсиса
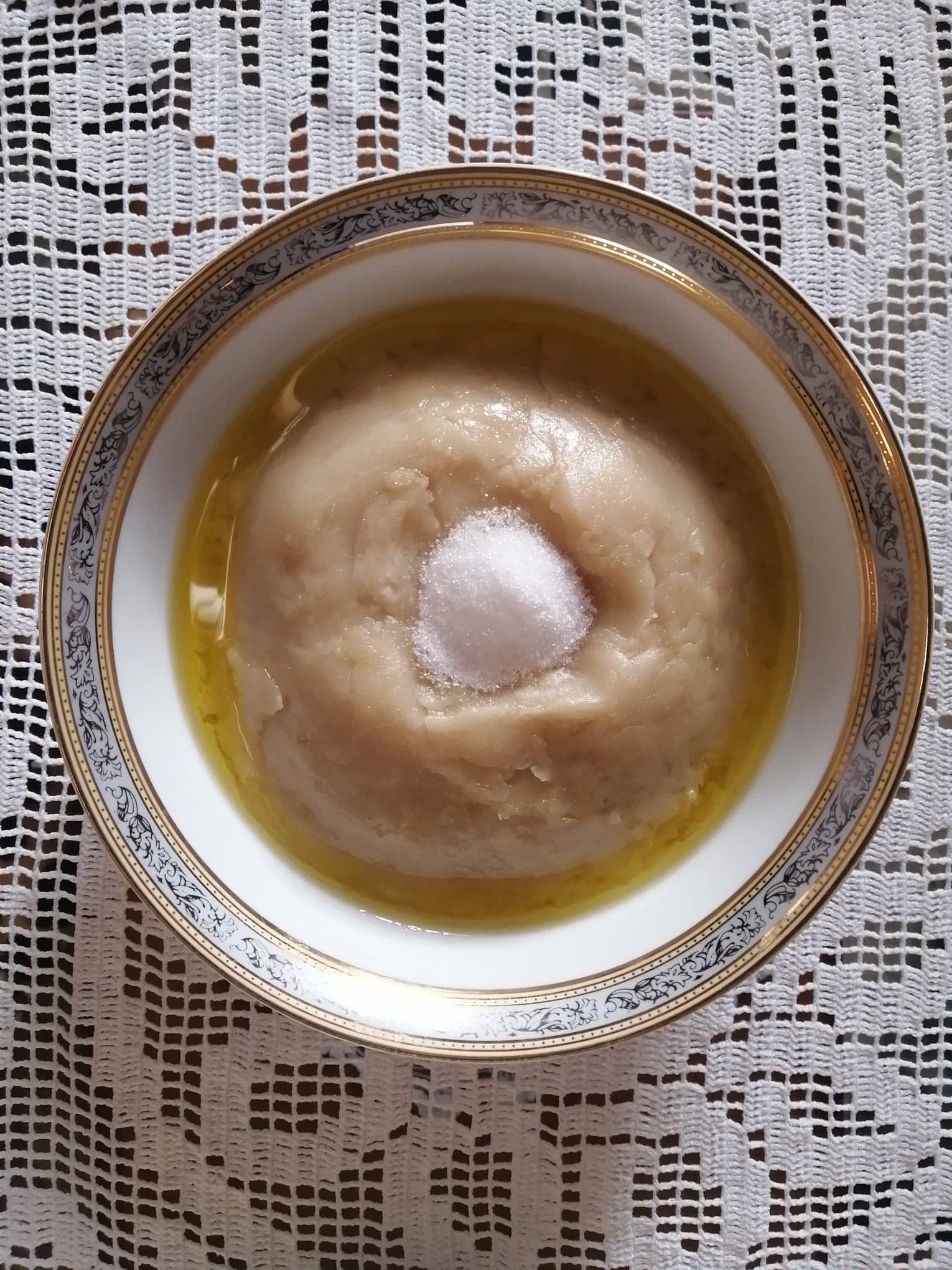
Асида
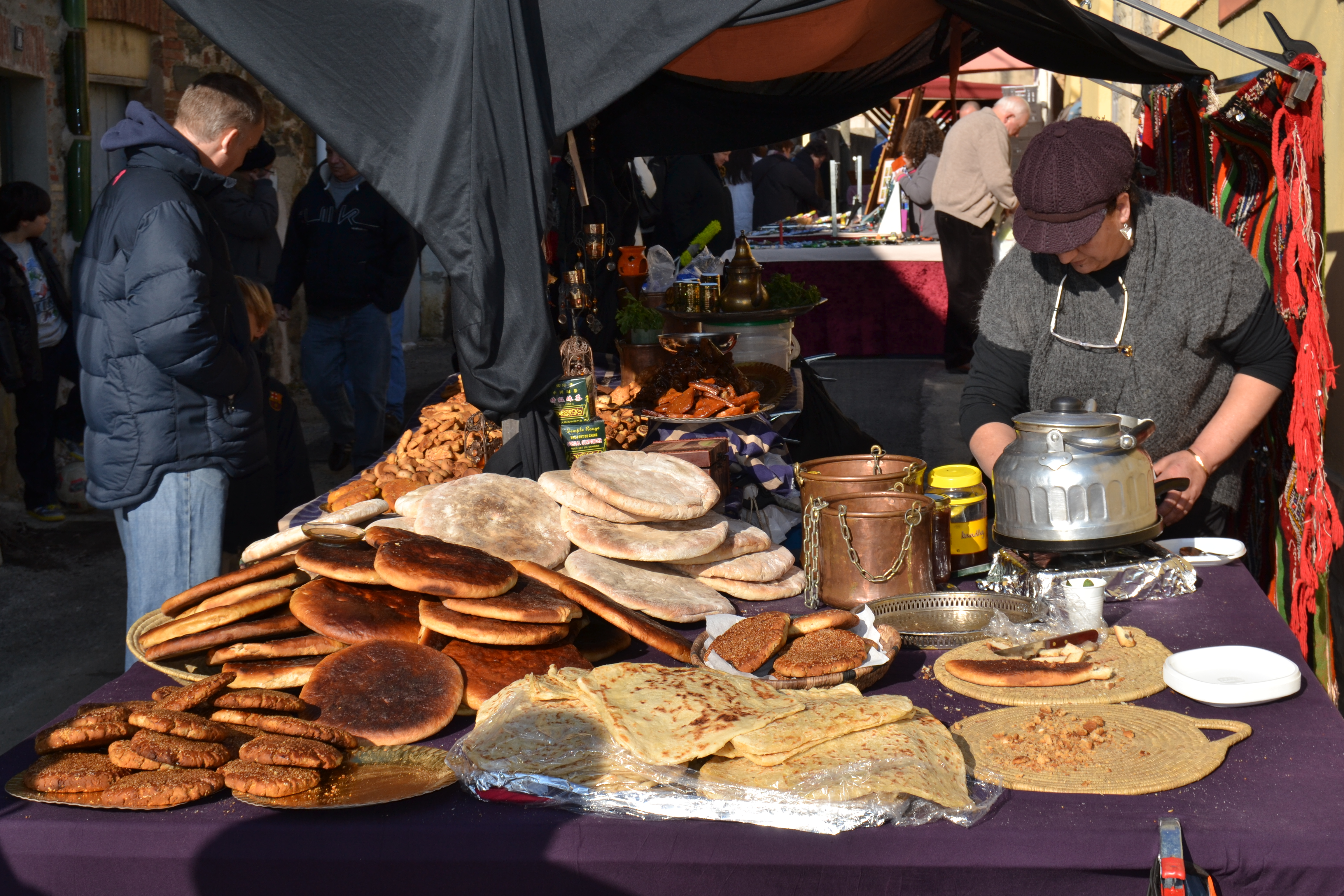
Берберський хліб
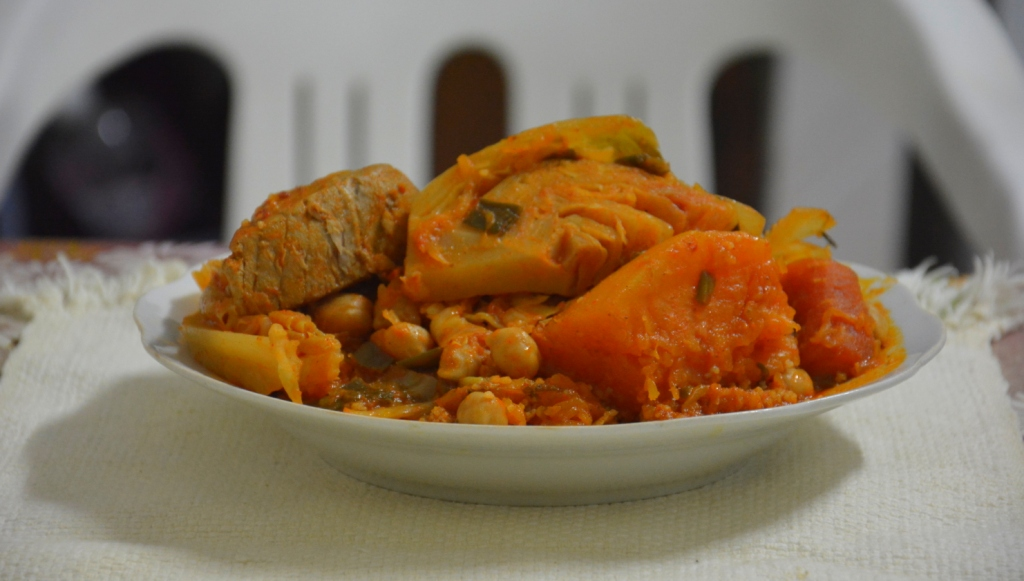
Кускус з рибою

### Повсякденні страви
У сільських районах Магрибу кускус — найвживаніша страва. Є безліч способів його приготування, в тому числі беркукес, великий кускус з «зернами» в кілька разів більше звичайного кускусу. Кускус з сімома овочами вважається берберським. В Алжирі популярний кускус тлітлі, схожий на рис, тифітітін з м'ясом та фініками. Кабільські бербери їдять кускус кілька разів на тиждень, на сніданок і обід з напоєм лебен, на вечерю — з супом або рагу, а також на десерт (з фруктами).
Туареги, що живуть в негостинних частинах Сахари, переважно харчуються просяними коржиками тагелла, кашею і кускусом із проса та гарніром з помідорів і цибулі або козячим та верблдячим молоком, а м'ясо на їх столах рідкість. Тісто для коржів заривають у попіл і присипають гарячим піском. Так само готують коржі і лівійські бербери, які замішують в тісто кунжут, фенхель та аніс. В оазі Сива, знаменитій своїми фініками, їдять хліб, оливки, фініки та козячий сир. У берберському місті Тетуані змішалися кулінарні традиції іспанської, єврейської, османської і берберської кухонь; там популярні тажин-тафія (куряче рагу з імбиром та шафраном, прикрашене яйцями круто і смаженим мигдалем), солодкий кускус сеффа з маслом, цукром і родзинками, а також випічку мханша.
Бобові в Магрибі асоціюються з бідністю, страви з бобів не подають гостям. Разом з тим, бербери додають сочевицю, нут та садові боби в багато страв. Одне з них - бісара, соус з варених бобів з часником, оливковою олією і зірою.
Марокканський тажин приправляють шафраном (з огляду на дорожнечу шафран часто замінюється харчовим барвником), в туніський кладуть помідори та гострий соус хариса; в Алжирі зустрічаються обидва варіанти.
В марка кладуть обсмажені в оливковій олії цибулю та часник, коріандр, петрушку, бульйонні кубики і спеції, а потім додають овочі та боби, м'ясо і томати та трохи води, після чого залишають томлітися, доки м'ясо не стане м'яким. Марка їдять з хлібом, кускус з хлібом не їдять ніколи.
У пустелі молочні продукти отримують від верблюдів, але бербери п'ють також коров'яче, козяче та овече молоко і роблять масло, яке потім ферментують, — смен. Марокканський чай з м'ятою, традиційний напій в Марокко і по всьому Магрибу, його дуже люблять і бербери, проте в Кабілії його замінює кава або трав'яні чаї. Лівійські бербери п'ють не тільки зелений, але і чорний чай, в який іноді додають тертий смажений мигдаль або арахіс.

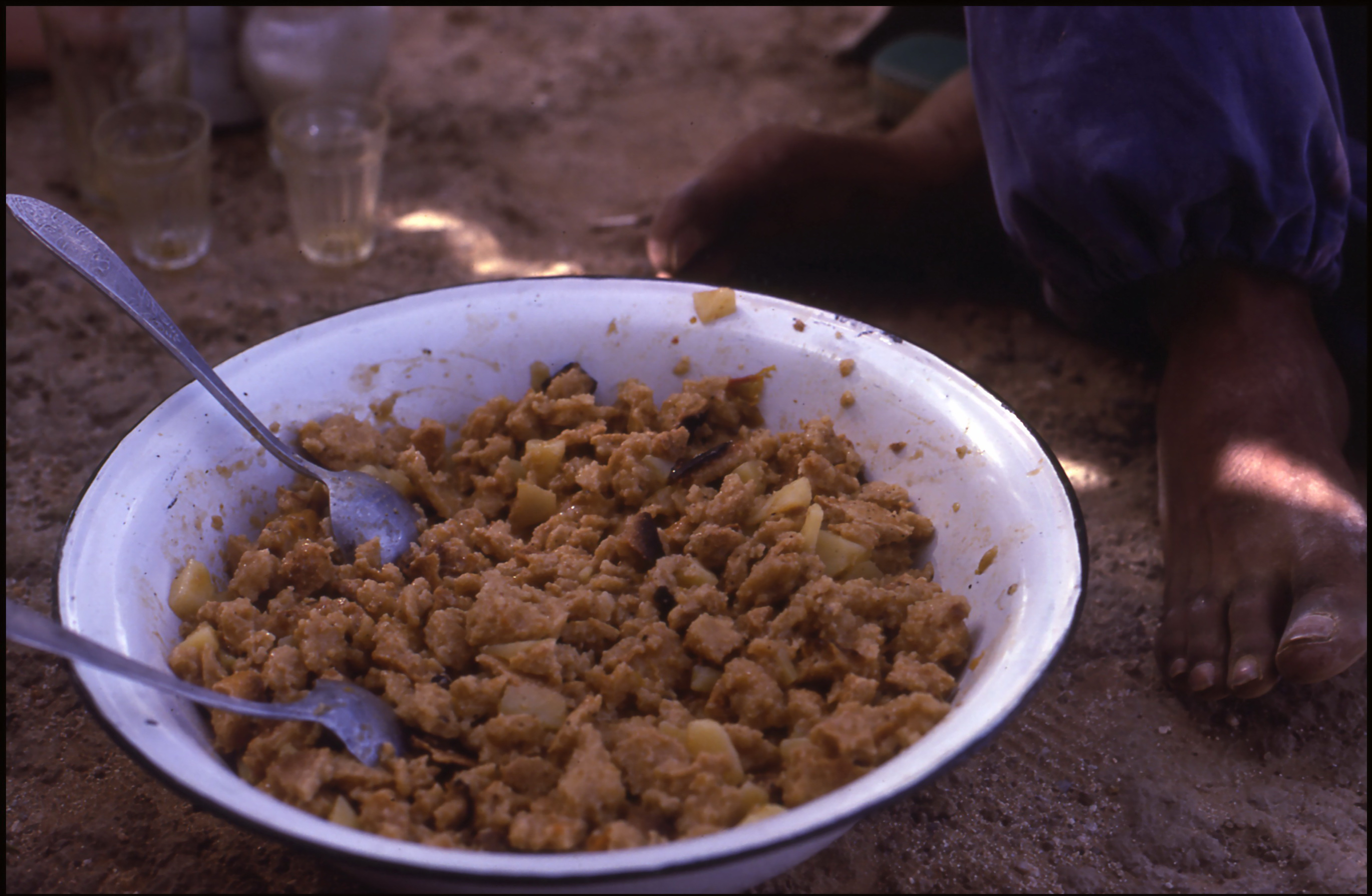
Куськус туарегів
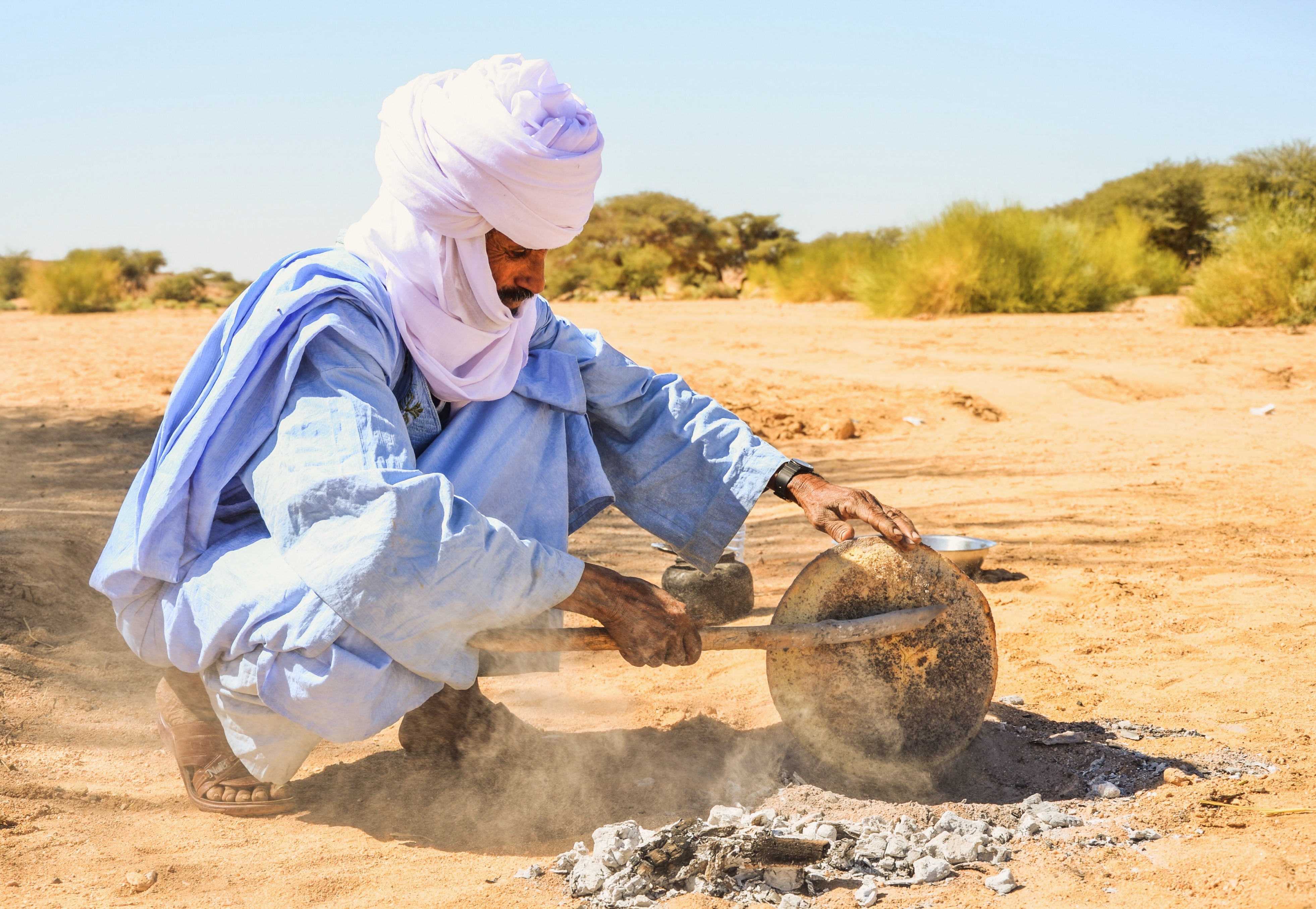
Туарегський чоловік готує тагеллу в попелі
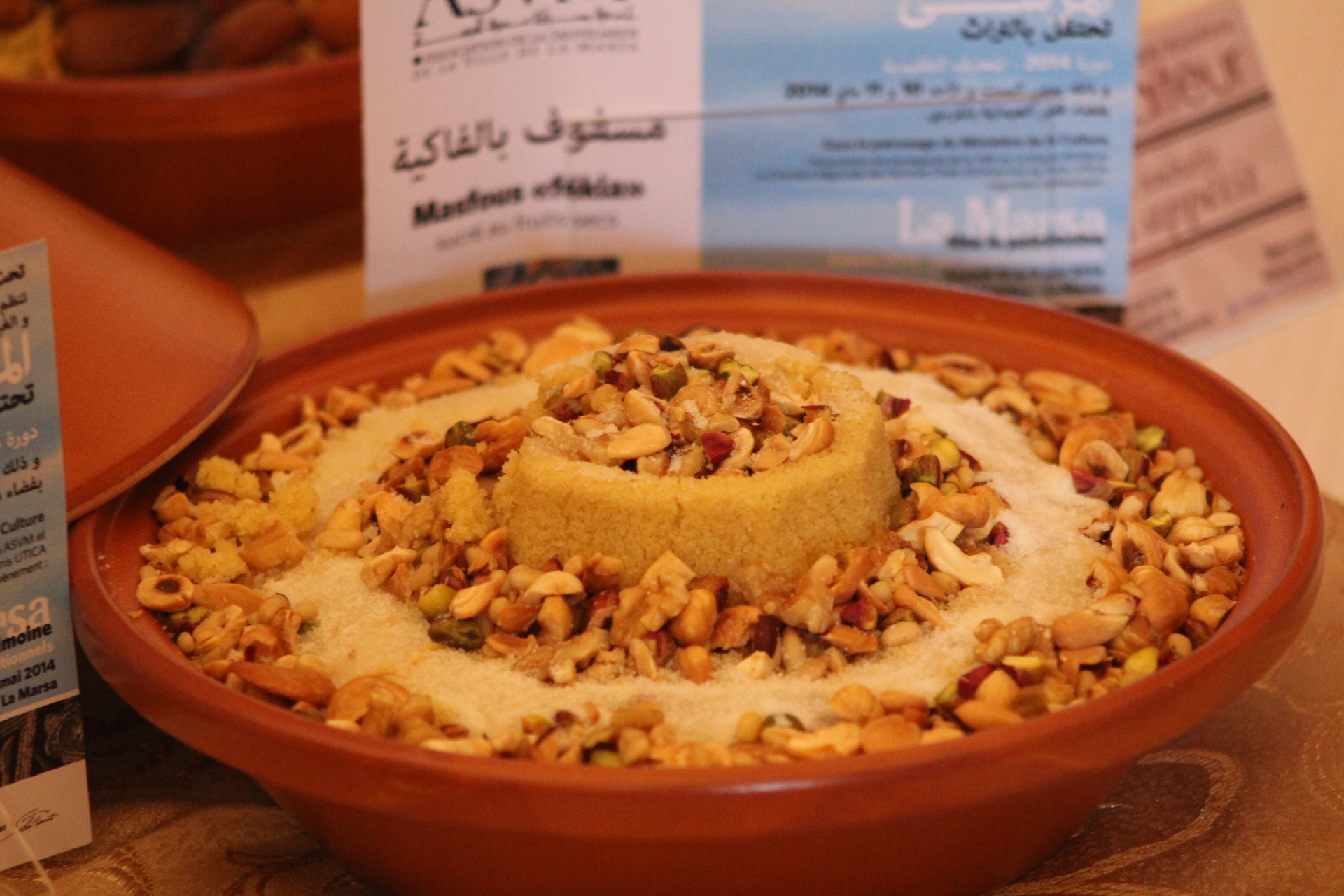
Солодкий кускус із сухофруктами
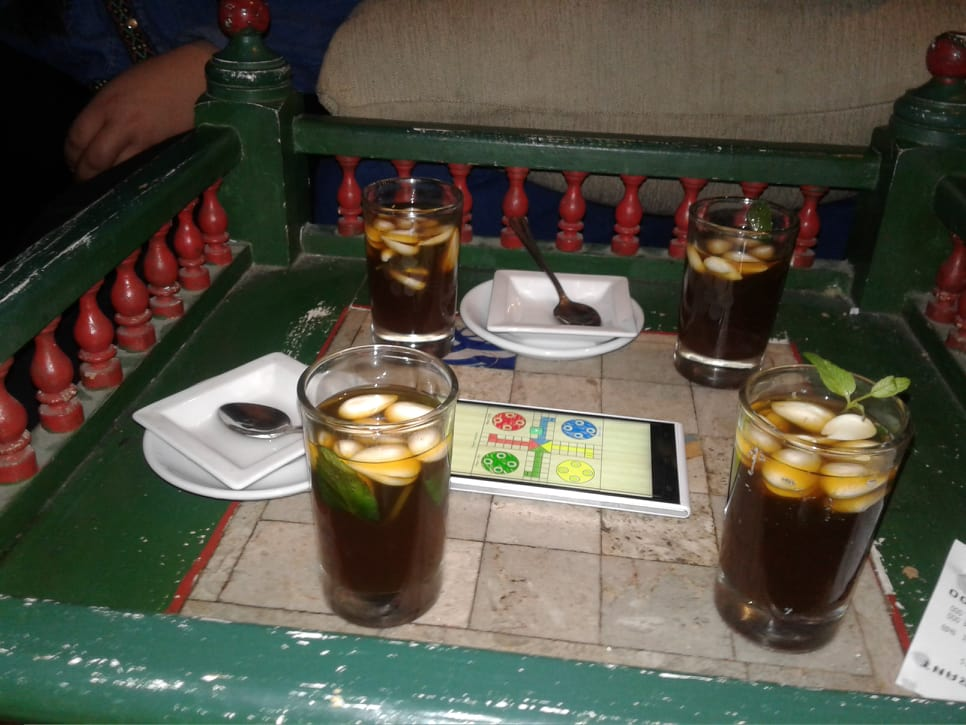
Зелений чай з м'ятою та мигдалем

### Святкові страви
Бербери — мусульмани, вони відзначають всі мусульманські свята. У святкових стравах більше м'яса, ніж в повсякденних, бо воно в Північній Африці достатньо дороге. Святковими вважаються телятина з корицею та імбиром, яку подають зі сливами та смаженим мигдалем; курка з зеленими оливками, квашеними лимонами, яйцями вкруту і смаженим мигдалем; пастілла і месфуф (солодкий кускус). М'ясо готують томлінням, тушкуванням, запікають та смажать на грилі. Перевага тривалого приготування, щоб в рагу, наприклад, м'ясо відійшло від кісток.
Кускус вважається святковою стравою, тому його їдять по п'ятницях, коли родичі збираються на обід або вечерю після відвідування мечеті, і на свята. Святковий кускус (якщо він несолодкий), не може містити субпродуктів, як туніський кускус — осбан.

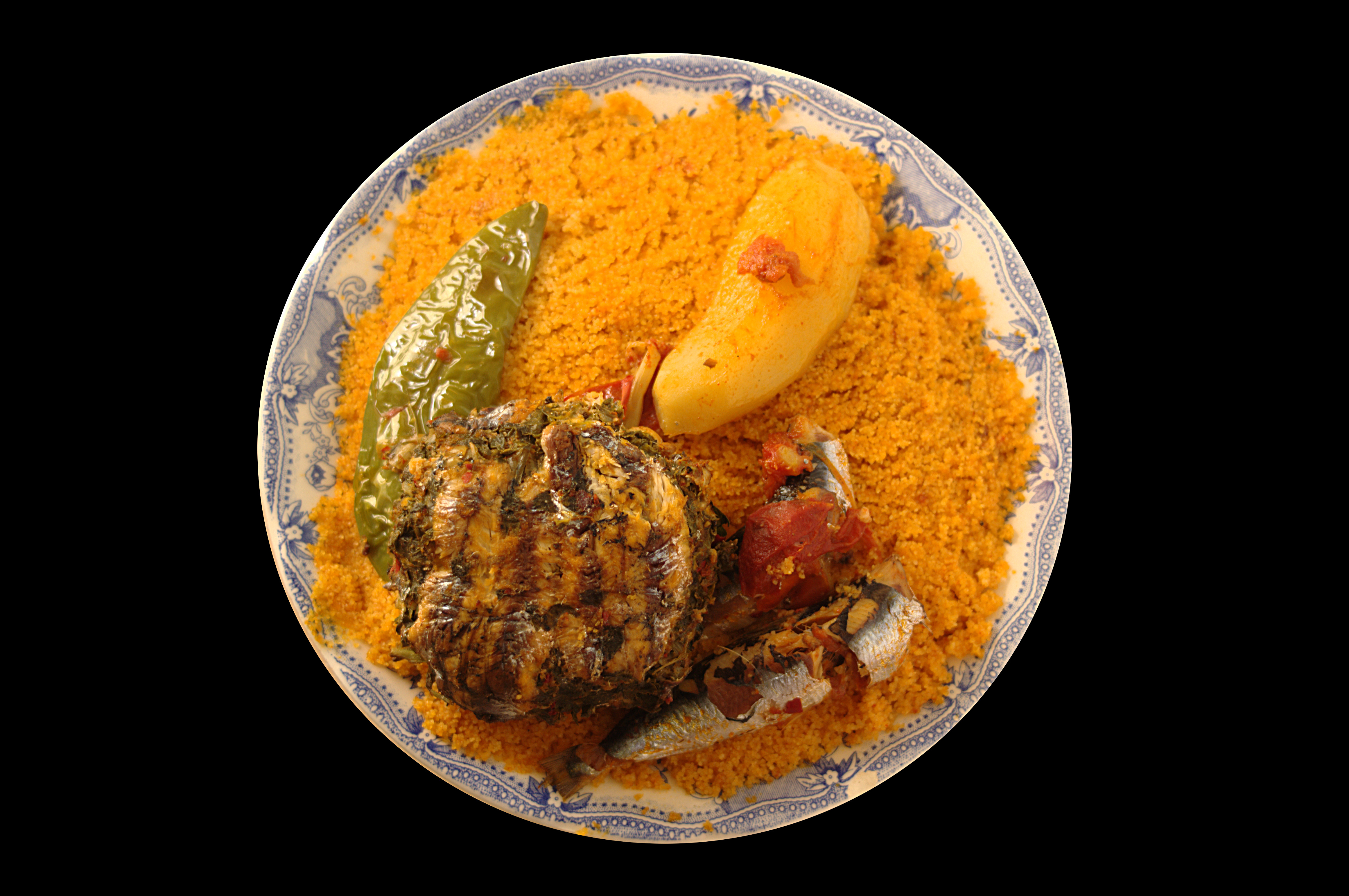
Кускус-осбан
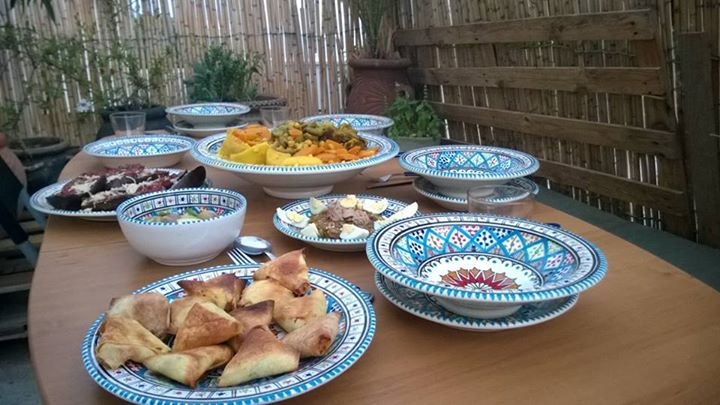
Вечеря під час Рамадану
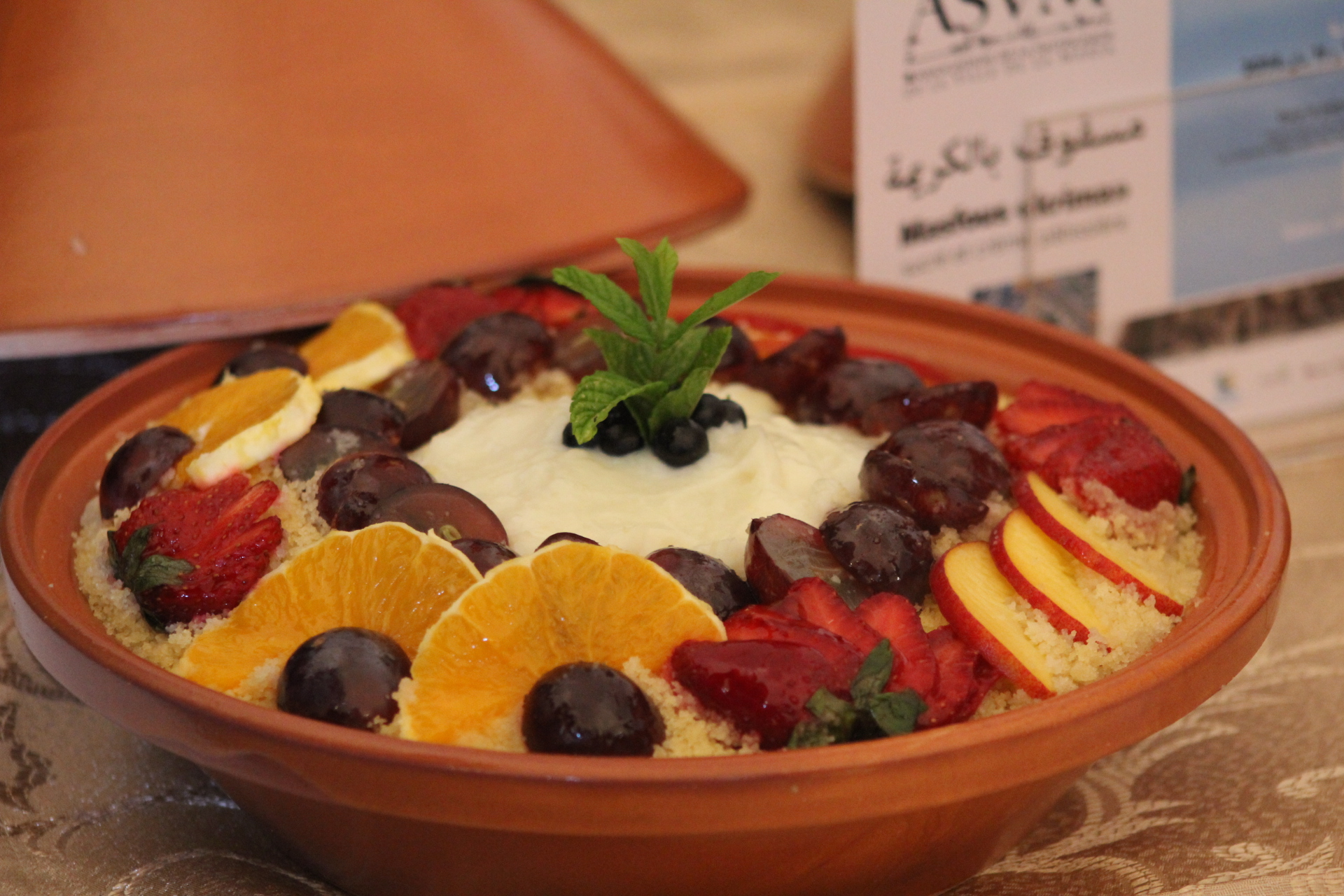
Солодкий кускус зі свіжими фруктами та вершками

## Історія

### Найдавніший період та Античність

Політична карта Римської імперії в 125 році

Основну площу Північної Африки займає пустеля Сахара; в центральній частині регіону знаходиться гористе плато Ахаггар, на північному заході — гори Атлас. Берег Середземного моря з типовим пейзажем швидко змінюється степами, а потім і пісками Сахари. Найродючіша частина Північної Африки — долина Нілу, проте в давнину весь регіон був набагато більш вологим, і сахель пролягав на кілька сотень кілометрів на північ від.
У VII тис. до н. е. мисливці та збирачі, які розселилися по раніше нежилим рівнинах, почали вести осілий або напівосілий спосіб життя: наприклад, в басейні Набта-Плая (тоді регулярно заповнюється водою) вирощували зизифус, сорго, пшоно та інші трави і пасли корів, кіз та овець. На сухих землях Сахеля вирощували пшоно, сорго та ямс. Поступово тваринництво і збір диких рослин поширилися по регіону і залишалися основним життєвим укладом в Північній Африці до колонізації Римською імперією на рубежі н. е.; при цьому в деяких областях пасторалізм практикують і в XXI столітті. У II–I тисячолітті до н. е. середземноморський клімат центральної Сахари поступився місцем сухому і спекотномуо, хоча окремі водойми зустрічалися в Тенере до самого кінця II тис. до н. е.. Римський період в Північній Африці характеризується будівництвом іригаційних каналів та рясними посадками оливкових дерев.
В цей же період завершився етногенез берберів. Ті з них, хто жили на схід від затоки Габес, переважно були пасторалістами і вирощували волів, кіз та овець (відразу до свиней бербери перейняли з Єгипту), а мешканці Магрибу та оаз займалися сільським господарством і харчувалися злаками. І ті й інші збирали плоди дикорослих дерев, зокрема, фініки.
У культурному і кулінарному відношенні Магриб відрізняється як від Південної Африки, так і від Близького Сходу. На відміну від Близького Сходу, під римським впливом основу кухні Магріба складають кускус та хліб, а не рис, причому кускус винайдений берберами. У Західній Африці і північній частині Сахари кускус роблять з сорго, твердої пшениці та пшона, і можливо, що північноафриканське приготування кускусу на пару має західноафриканське походження. Крім цього, кускус роблять з ячменю та кукурудзи. Перша письмова згадка кускусу сягає XIII сторіччя, але оцінки часу створення у істориків кулінарії різняться: одні називають XI–XIII століття, тоді як інші вважають, що він набагато давніше і з'явився у II–I століттях до нашої ери. Страви з твердої пшениці, такі як кесра (коржі), в деяких регіонах Північної Африки асоціюються з берберами.
Кускус та інші страви з круп завжди готуються в пароварці — етажерці, його ніколи не заливають водою, як в інших регіонах. Причина полягає в історичній нестачі води і дров для приготування їжі; багатоповерхова пароварка дозволяє готувати відразу кілька страв одночасно. З тієї ж причини у берберів популярний таджин: приготування їжі в ньому вимагає дуже малої кількості води, бо пара збирається у верхній частині кришки, охолоджується і стікає вниз.

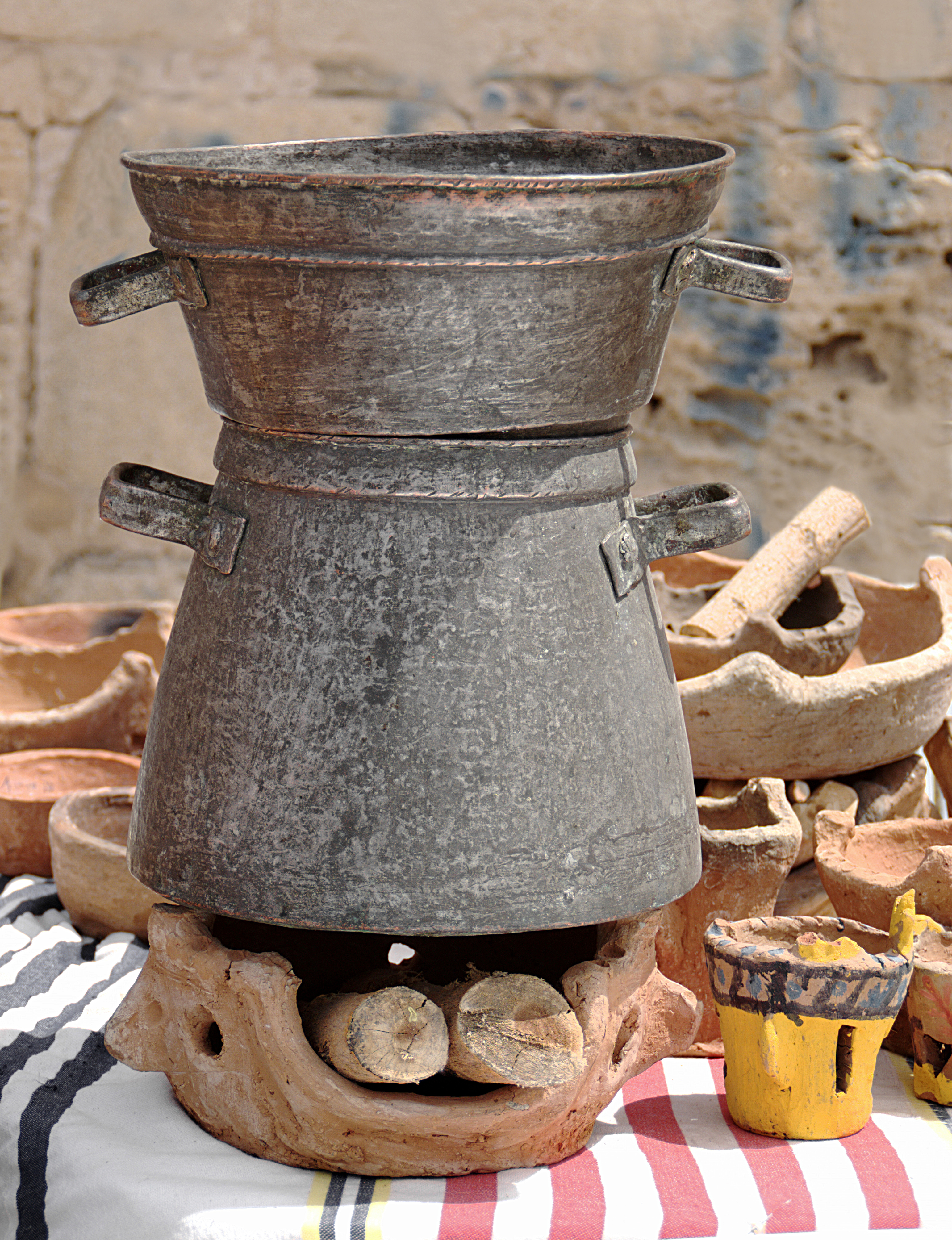
Двоповерхова пароварка-кускусниця
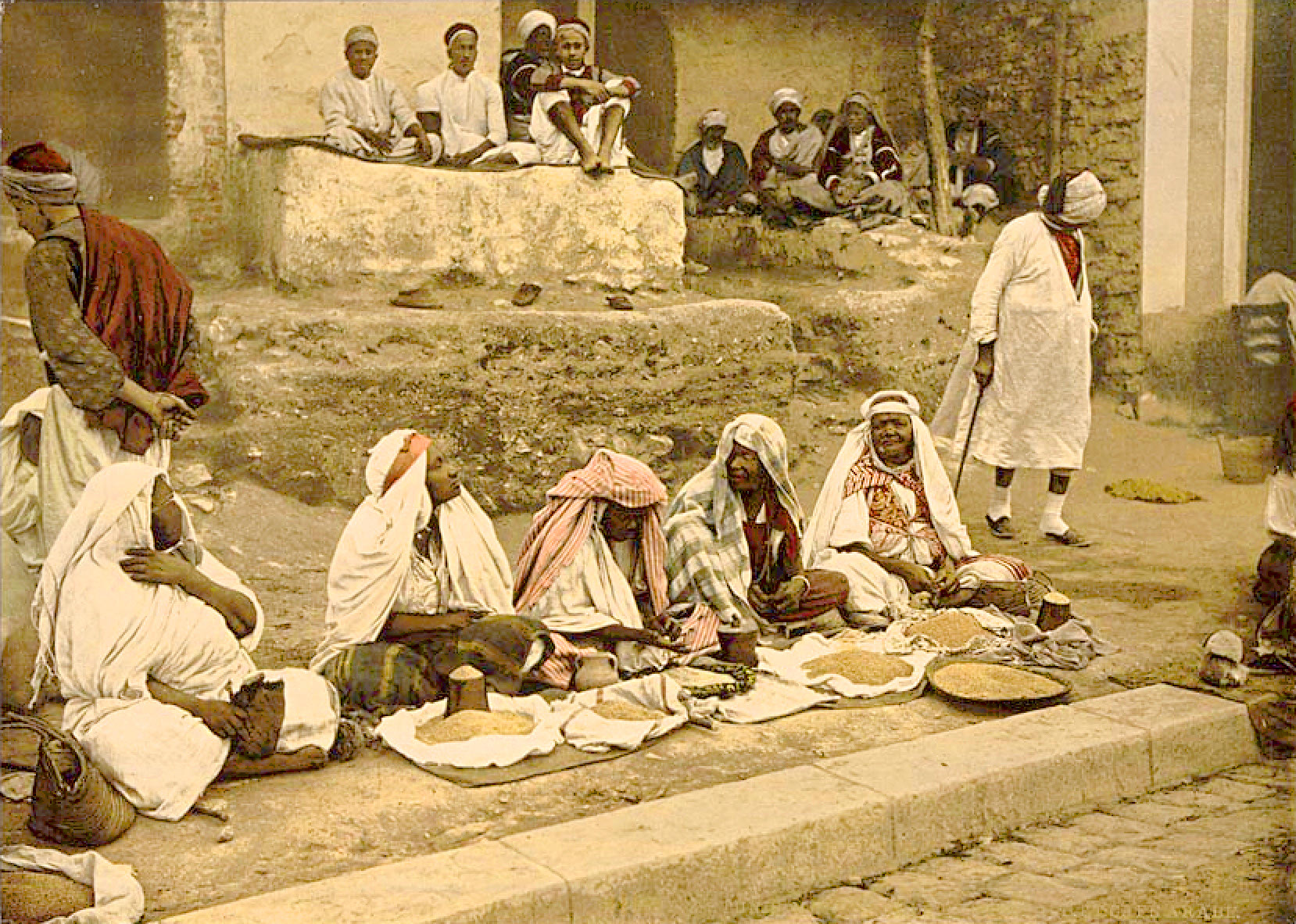
Продаж кускусу
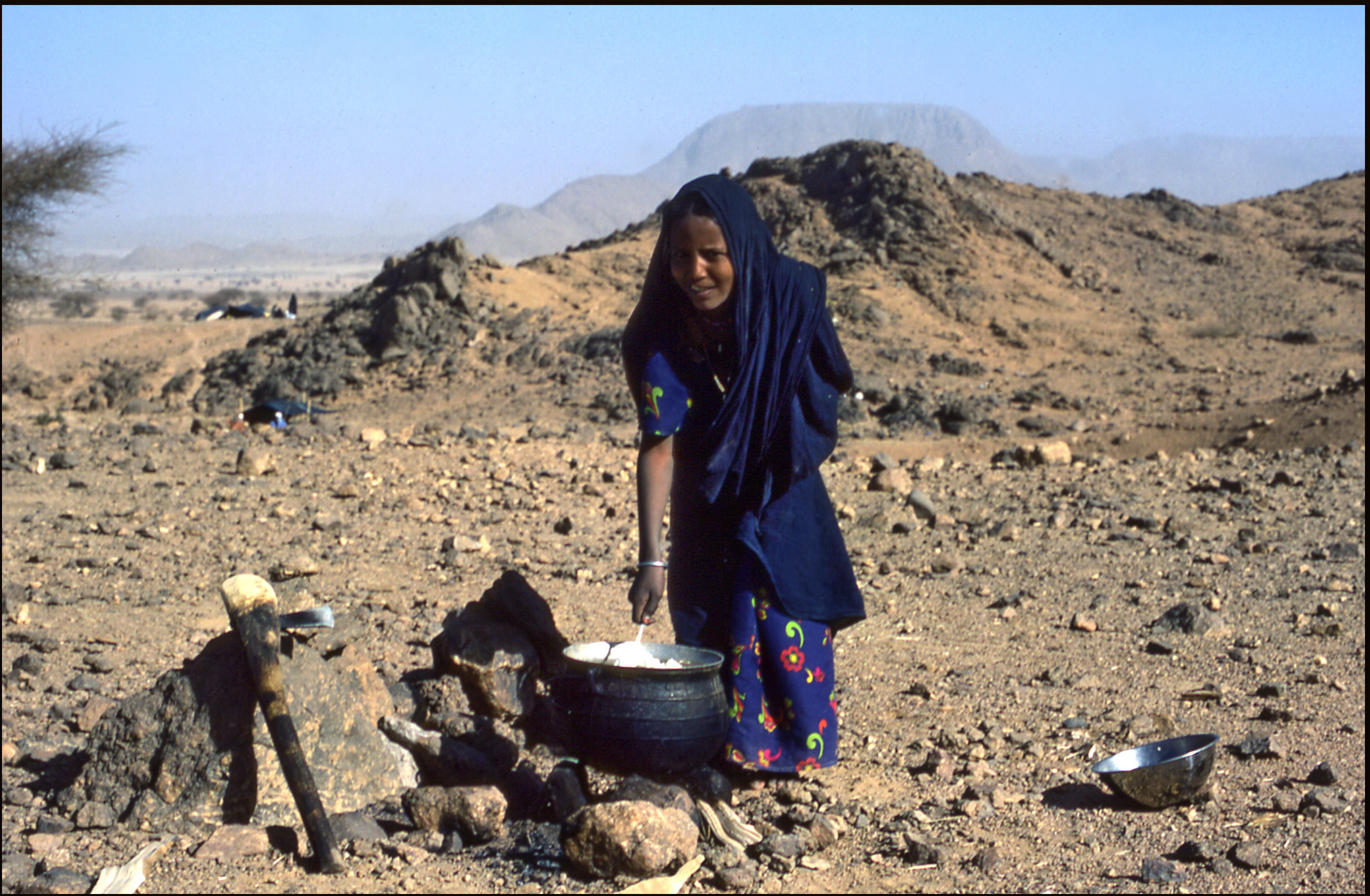
Приготування кускусу в пустелі

### Від Середньовіччя до Нового часу

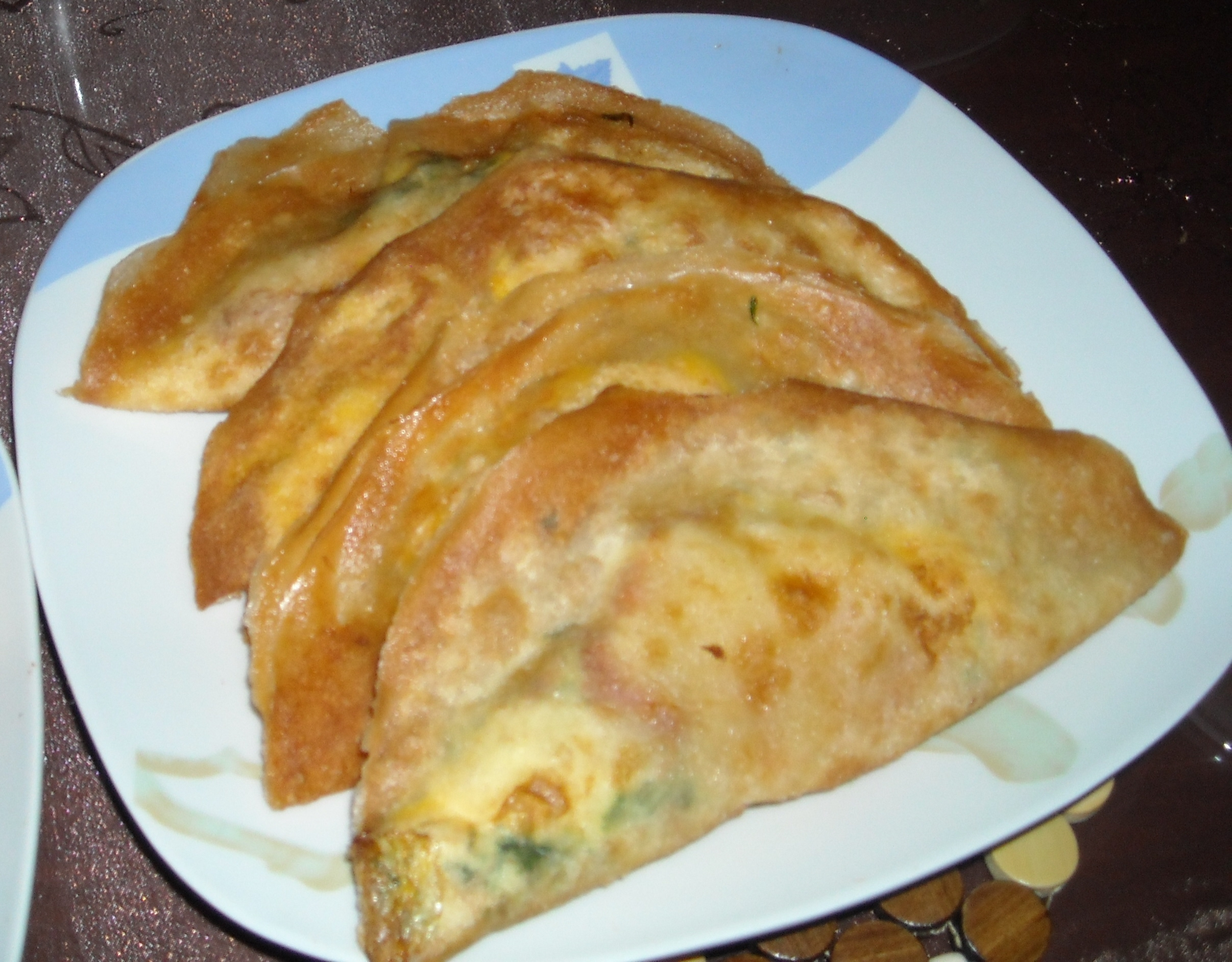
Брик

До VIII століття араби захопили всю Північну Африку і звернули берберів в іслам, а в XI столітті Фатіміди відправилиБану Хіляль іБану Сулайм в Магриб для знищення династії Зіридів; після завоювання ці племена влаштувалися на їх колишніх землях, почавши велику арабізацію. Араби принесли в магрибську кухню рис, такі східноафриканські овочі як окра, джут довгоплідний, техніку консервації м'яса «гедід»; під арабським впливом в Північній Африці стали класти в несолодкі страви м'яту блошину і перцеву. У цей період в Магриб потрапила решта та інші види вермішелі.
Інше джерело впливу на берберських кухню — Європа. Берберська династія Альморавидів в 1086 році встановила контроль над південною частиною Іспанії, перш завойованій арабами. У XVI столітті сицилійська та іспанська влада неодноразово атакували Магриб, що в підсумку призвело до того, що Беджая і Триполі опинилися в іспанських руках в 1510 році, а безліч міст були змушені платити Іспанії данину. У цей період в Іспанії кускус був заборонений як символ мусульманської культури.
У 1551–1581 роках Алжир та Туніс неодноразово переходили з рук в руки, але в підсумку тут було встановлено османське правління. При османах торгівля з Європою великою мірою згасла, обмежуючись Францією. Марокко же був незалежним султанатом. Через це в Марокко не стали поширені такі популярні в Алжирі та Тунісі османські страви як долма, пахлава і брик, а в деяких регіонах (зокрема, в Кабілії) замість м'ятного чаю зазвичай п'ють каву.
Берберська кухня всіх магрибських країн ввібрала інгредієнти, привезені торговцями з Нового Світу, такі як помідори, кабачки, болгарський перець і картопля (остання, проте, не здобула такої ж широкою популярністю, як в Європі). Перед османським завоюванням між Магрибом, мусульманським Сходом та Європою йшла жвава торгівля, причому на південь через Сахару відправляли переважно готові вироби, а на північ все частіше йшла сировина. У XIV–XV століттях Туніс торгував з Венецією, Генуєю, Пізою, Флоренцією, Олександрією, Константинополем, Кіпром, Родосом, Калабрією, Сицилією, Севільєю, а також окситанськими Сетом і Німом. З харчових продуктів звідти в східний Магриб потрапляли зерно та вино, назад в Європу з Магрибу відправляли сушені фрукти, фініки, оливкова олія, солона риба, сіль та цукор; а спеціями торгували в обох напрямках.
Торгівлю через Сахару великою мірою вели туареги (один з берберських народів), причому продаж солі з Більми вони і зовсім монополізували. Вони домінували і в торгівлі на півночі Сахеля: в Уалаті, Томбукту та інших купецьких містах. Також бербери постачали мешканцям найближчих міст верблюжатину. Після XV століття багато оаз, в тому числі, Куфра, населені берберами, до того мали значне багатство, поступово опустелились і населення їх покинуло. Транссахарська торгівля також значною мірою згасла в XV–XVI століттях.
Крім торгівлі, туареги займалися піратством та грабунком, в зв'язку з чим місцеві правителі неодноразово проводили проти них каральні акції; зокрема, король Борну Ідріс Алаома неодноразово атакував їх пасовища.

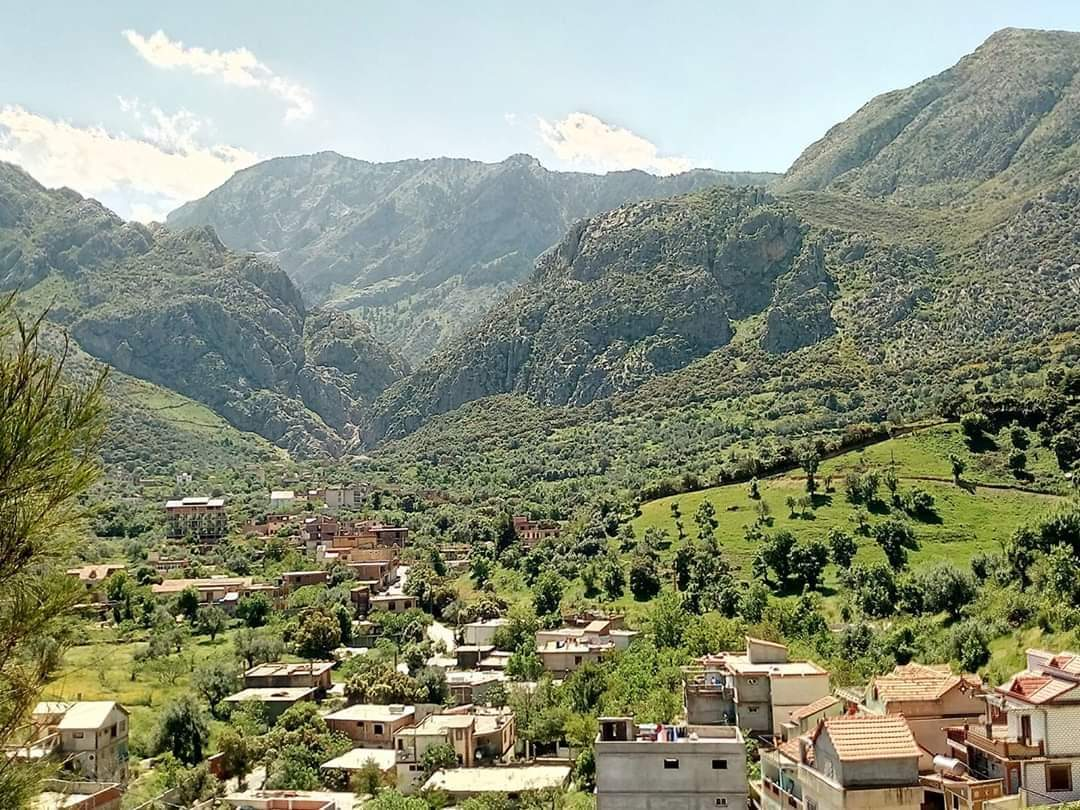
Кабілія
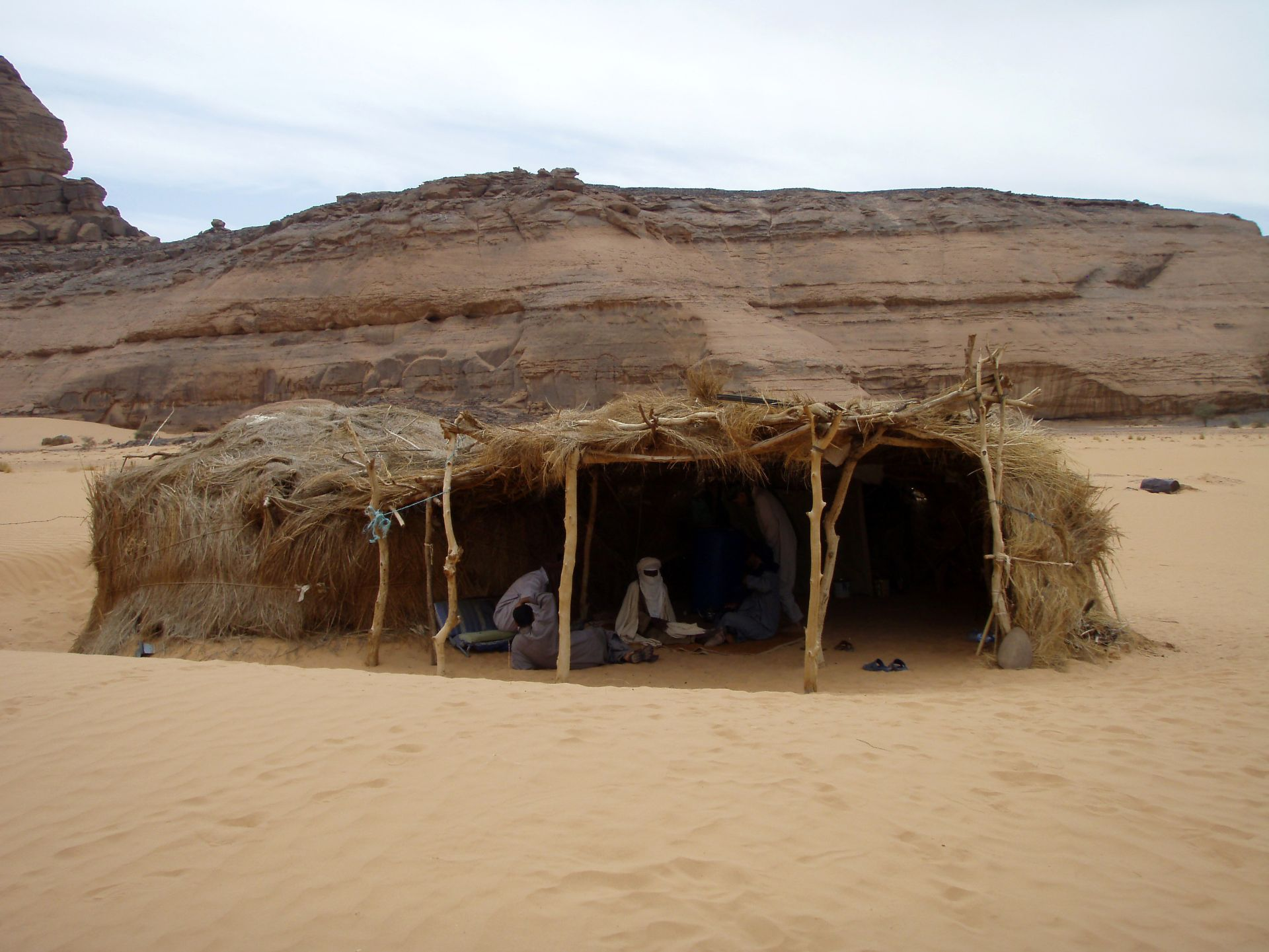
Туареги в лівійській пустелі

### XVIII–XIX століття

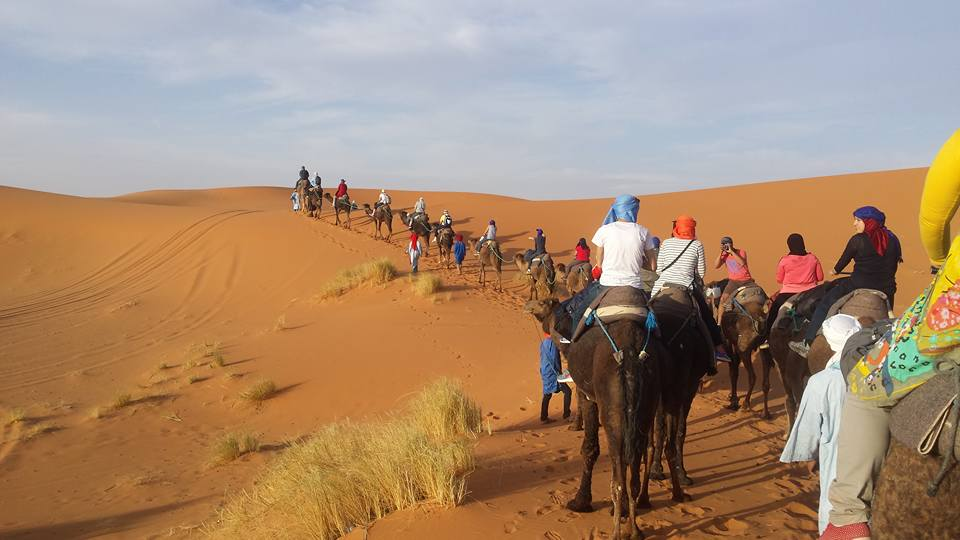
Караван в Марокко

До початку XVII століття основна маса торговців в Марокко приїжджала з Англії; вони міняли тканини на цукор. Вони ж привезли в Магриб китайський зелений чай, який прижився у місцевих мешканців і його вживання стало важливою частиною соціального життя. Зменшення обсягів транссахарської торгівлі і опустелювання оаз негативно вплинуло на туарегів, які входили в єдину (хоча і неміцну) конфедерацію; наприкінці XVI століття вони почали ділитися на фракції. Проте, вони залишалися домінантною силою на півдні, біля повороту річки Нігер поблизу Томбукту і користувалися його ринками, періодично грабуючи.
До середини XIX століття більшість торговців в Алжирі та Тунісі були євреями, а не берберами. Євреї та бербери жили пліч-о-пліч і їли приблизно однакову їжу, наприклад, на єврейський Новий рік всі вживали халу у формі відкритої долоні. Бербери становили близько 1/2 населення Алжиру, більше половини населення Марокко і лише малу частину населення Тунісу. В Кабілії вони вели осілий спосіб життя і вирощували оливки, зерно, овочі та фрукти на невеликих наділах.
У 1830 році Франція захопила і колонізувала Алжир; незалежність він отримав лише в 1962 році. Завоювання сильно вдарило по берберам: втрати серед корінного населення лише тільки від одних військових дій оцінюються в кілька сотень тисяч чоловік, а крім них в регіоні почався голод та епідемія холери. Туніс був захоплений Францією в 1881 році
.

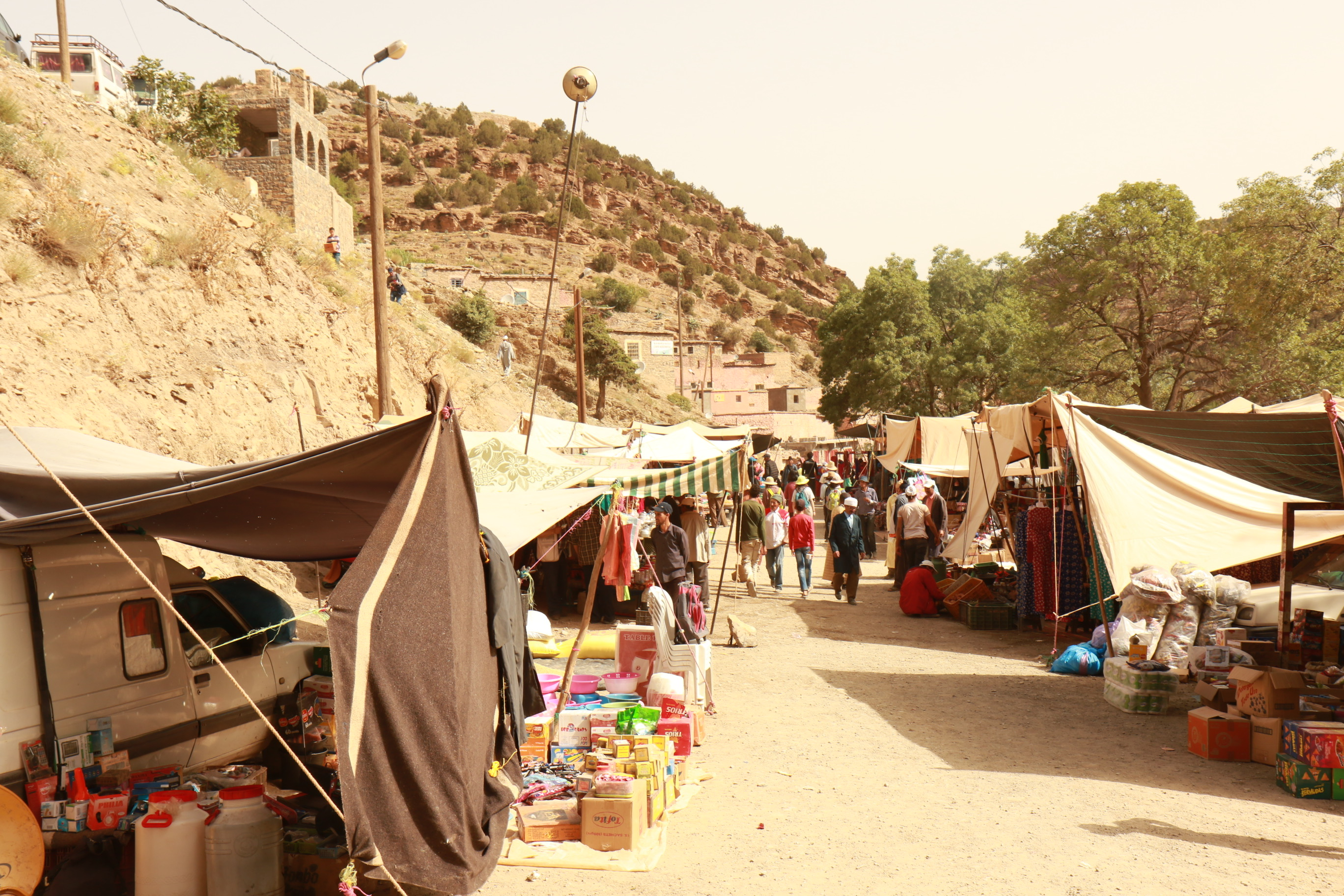
Сучасний базар в берберському селі
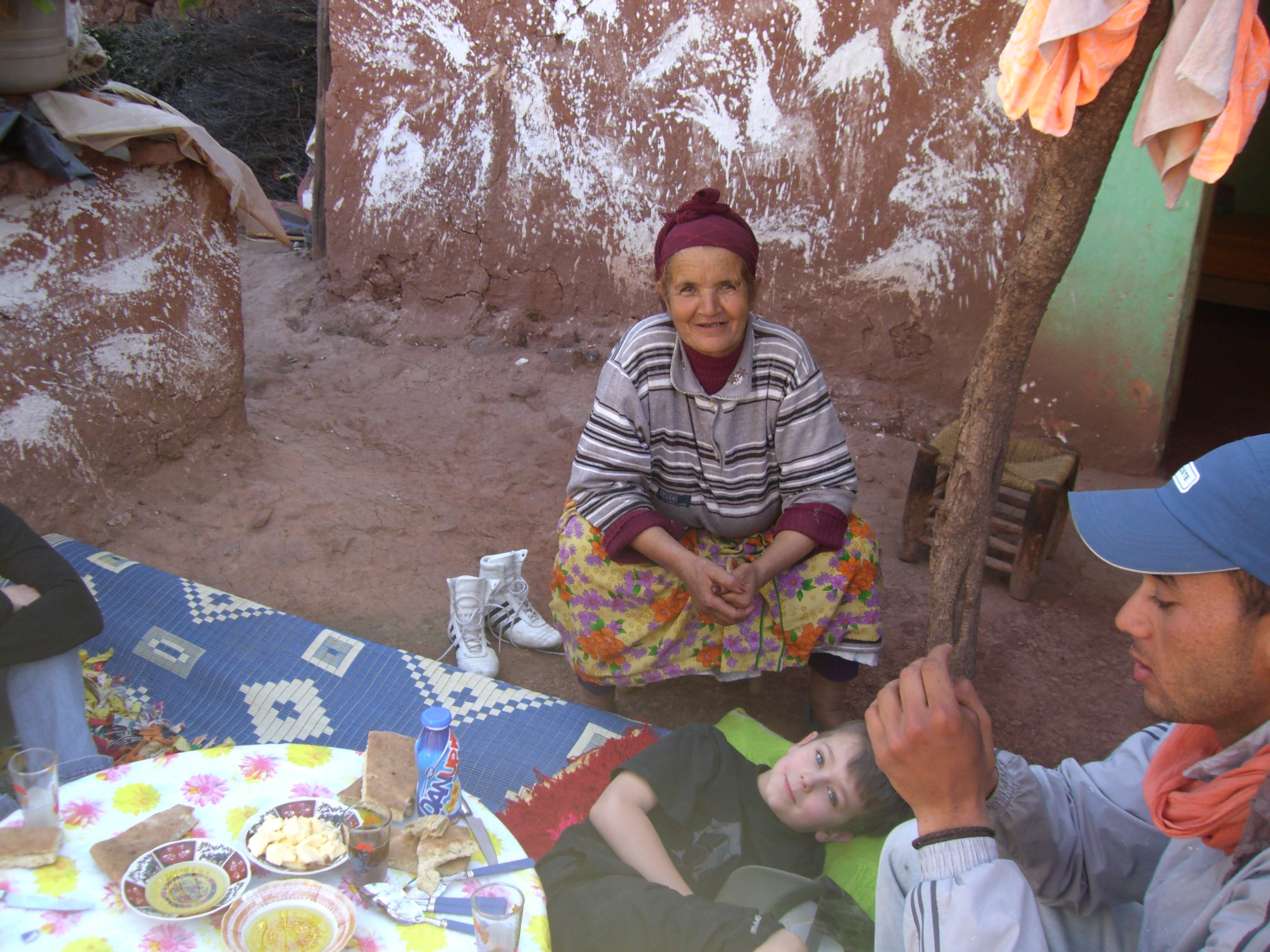
Берберська сім'я за чаєм

### XX–XXI століття
На початку XX століття всі країни Магрибу, крім Лівії, перебували під владою Франції, а Лівію захопила Італія. Незалежність ці країни отримали в 1943 (Лівія), 1956 (Марокко та Туніс) і 1962 (Алжир). Французький вплив на місцеву кухню йшов в усіх цих країнах, крім Лівії, хоча в Марокко він був найменшим; наприклад, в Марокко переважно їдять не багети, які випікають в булочних, а круглі хлібини домашнього приготування. Каву з молоком на сніданок, втім, п'ють і в містах всіх трьох країн.
Станом на початок XXI століття більшість берберів живе в Марокко та Алжирі, де вони становлять 40 і 20–25% населення, відповідно; в Тунісі на острові Джерба і в Лівії в горах Нафуса, а також у Франції.